# Designated place
Een designated place (DPL) is een soort van gemeenschap of bevolkt gebied dat door Statistics Canada is geïdentificeerd voor statistische doeleinden. DPL's worden voor elke vijfjarige volkstelling afgebakend als de statistische tegenhangers van incorporated places zoals city's, towns en villages.
DPL's zijn gemeenschappen die geen gemeentelijke overheid hebben, maar voorts sterk op gewone gemeenten gelijken. DPL's worden op verzoek van een federale of provinciale overheid afgebakend om censusgegevens te verstrekken over plaatsen die met naam benoemd kunnen worden, maar geen lokaal bestuur hebben. De grenzen van een DPL dienen louter voor volkstellingen en hebben verder geen wettelijke status.
Een DPL verwijst niet uitsluitend naar één gemeentevrije gemeenschap, maar kan ook verschillende nabijgelegen dorpen of gehuchten onder één noemer verenigen.
Wanneer gemeentevrije plaatsen of gemeenten samengevoegd worden, kunnen soms de tot dan bestaande DPL's toch behouden worden, met name om continuïteit met voorgaande volkstellingen te behouden.

## Vergelijking met de VS
DPL's hebben een gelijkaardige functie als census-designated places in de Verenigde Staten, maar worden anders gedefinieerd. Een belangrijk verschil is dat Statistics Canada de benaming toepast op veel kleinere gemeenschappen dan het United States Census Bureau.